# Електромоторна сила
Електромоторна сила, скраћено ЕМС (означава се са {\displaystyle {\mathcal {E}}} и мери у волтима), величина је у електротехници којом се изражава рад потребан за раздвајање носилаца наелектрисања у неком извору електричне струје, при чему сила која делује на наелектрисања на крајевима извора није директна последица поља. Практично говорећи - под појмом ЕМС подразумева се напон на крајевима извора када нема струје. Чим се коло затвори и потече струја тада се на крајевима извора појављује напон који је мањи од ЕМС овог извора. Ово је последица унутрашње отпорности самог извора на којој ће се и појавити поменути пад напона. Уређај који претвара друге облике енергије у електричну енергију („трансдуктор”), као што је батерија (која конвертује хемијску енергију) или генератор (који конвертује механичку енергију), пружа ЕМС на свом излазу. Понекад се за описивање електромоторне силе користи аналогија са притиском воде (Реч „сила” у овом случају се не користи да означава силу интеракције између тела, као што се може мерити у килограмима или њутнима.)
ЕМС је карактеристика сваког извора. Ако се при преношењу количине наелектрисања q кроз извор (од једног до другог пола) изврши рад А, електромоторна сила је дефинисана формулом ε= A/q. Да би кроз електрично коло протицала струја потребно је да на крајевима проводника постоји разлика потенцијала. Сваки уређај за претварање било ког облика енергије у електричну енергију, назива се генератор, који уједно представља и извор у струјном колу. Електромоторна сила {\displaystyle {\mathcal {E}}} је енергијска карактеристика извора и представља количник трансформисане енергије из било ког облика у електричну (dW) и количине електрицитета (dq) која протиче кроз коло електричне струје.
{\displaystyle {\mathcal {E}}}=dW/dq
При електромагнетној индукцији, ЕМС се може дефинисати око затвореног кола проводника као електромагнетски рад који би се обавио на електричном набоју (електрон у овом случају) ако путује једном око кола. За временски променљиви магнетни флукс у колу, електрични потенцијал скаларног поља није дефинисан због циркулирајућег електричног векторског поља, али ЕМС ипак обавља рад што се може мерити као виртуални електрични потенцијал око кола.
У случају уређаја са два терминала (као што је електрохемијска ћелија) који се моделује као Тевененово еквивалентно коло, еквивалентна ЕМС се може мерити као разлика потенцијала отвореног кола или „напона” између два терминала. Ова разлика потенцијала може покренути електричну струју, ако је спољашње коло прикључено на терминале.

## Преглед
Уређаји који могу да обезбеде ЕМС укључују електрохемијске ћелије, термоелектричне уређаје, соларне ћелије, фотодиоде, електричне генераторе, трансформаторе и чак Ван де Графове генераторе. У природи, ЕМС се ствара кад год се појављују флуктуације магнетног поља кроз површину. Померање Земљиног магнетног поља током геомагнетне олује изазива струје у електричној мрежи, док се линије магнетног поља померају и прелазе преко проводника.
У случају батерије, раздвајање набоја које доводи до разлике напона између терминала постиже се хемијским реакцијама на електродама које претварају хемијску потенцијалну енергију у електромагнетну потенцијалну енергију. За галванску ћелију се може сматрати да има „пумпу наелектрисања” атомских димензија на свакој електроди, то јест:
Извор ЕМС се може сматрати као нека врста пумпе наелектрисања која делује тако да помера позитивни набој од тачке ниског потенцијала кроз унутрашњост до тачке високог потенцијала. ... Хемијским, механичким или другим средствима, извор ЕМС врши рад dW на том наелектрисању да би га преместио на терминал високог потенцијала. ЕМС ℰ извора се дефинише као рад dW који се врши по наелектрисању dq: ℰ = .

У случају електричног генератора, временски променљиво магнетно поље унутар генератора ствара електрично поље путем електромагнетне индукције, што заузврат ствара разлику напона између терминала генератора. Одвајање набоја одвија се унутар генератора, са електронима који теку од једног терминала према другом, све док се у случају отвореног кола не формира довољно електрично поље тако да не би било могуће даље раздвајање набоја. Електромоторној сили се супротставља електрични напон услед раздвајања набоја. Ако је прикључено оптерећење, овај напон може покренути струју. Општи принцип који управља ЕМС у таквим електричним машинама је Фарадејев закон електромагнетске индукције.

## Историја
Око године 1830, Мајкл Фарадеј је успоставио да реакције на сваком од два електродно–електролитска интерфејса пружају ЕМС за напонску ћелију, тј. да ове реакције покрећу струју и да нису неисцрпан извор енергије као што се у почетку мислило. У случају отвореног кола, раздвајање набоја се наставља све док електрично поље раздвојених набоја није довољно да заустави реакције. Годинама раније, Алесандро Волта, који је мерио контактну разлику потенцијала на интерфејсу метал-метал (електрода-електрода) његових ћелија, имао је погрешно становиште да је сам контакт (без узимања у обзир хемијске реакције) био узрок настанка ЕМС.

## Ознаке и мерне јединице
Електромоторна сила се обично означава са {\displaystyle {\mathcal {E}}} или ℰ (рукописно велико E, уникод U+2130).
У уређају без унутрашњег отпора, ако електрични набој Q пролази кроз тај уређај и добије енергију W, нето ЕМС тог уређаја је енергија добијена по јединичном набоју, или W/Q. Као и друге мере енергије по набоју, за ЕМС се користи СИ јединица волт, која је еквивалентна џулу по кулону.
Електромоторна сила у електростатичким јединицама је статволт (у јединицама система центиметар-грам-секунда једнака количини једног ерга по електростатичкој јединици набоја).